# 玉木泰男
玉木 泰男(たまき やすお、1910年8月22日 - 2007年3月21日）は、日本の経営者。横浜ゴム社長、会長を務めた。東京都出身。

## 経歴
1935年に東京帝国大学法学部法科を卒業し、同年に第一銀行に入行。1963年3月に横浜ゴムに転じ、1963年8月に取締役に就任し、1965年8月に常務、1967年8月に専務、1971年8月に副社長を経て、1977年12月に社長に就任。1981年3月に会長に就任し、1983年3月に取締役相談役を経て、1985年に相談役に就任。
1984年4月に勲三等旭日中綬章を受章した。
2007年3月21日、心不全のために死去。96歳没。